# 하쉬 타임
《하쉬 타임》(영어: Harsh Times)은 2005년 미국의 범죄 영화이다. 《트레이닝 데이》(2001)의 각본가였던 데이비드 에이어의 감독 데뷔 작품으로, 《트레이닝 데이》와 컨셉을 공유한다. 크리스천 베일, 프레디 로드리게스, 에바 롱고리아가 출연한다.

## 출연진
- 크리스천 베일 - 짐 데이비스
- 프레디 로드리게스 - 마이크 알론소
- 에바 롱고리아 - 실비아
- 태미 트룰 - 마타
- 테리 크루스 - 대럴
- 서맨사 에스테반 - 레티
- 태니아 베러필드 - 패티
- 노엘 굴리엘미 - 플라코
- 차카 포먼 - 투세인트
- 아드리아나 밀란 - 리타
- 세사르 가르시아 고메스 - 리스토
- 블루 메스키타 - 리오
- 크레이그 리치 셰이낵 - 길레스피
- 마이클 멍크스 - 홀런브렉 요원
- J. K. 시먼스 - 리처즈 요원
- 아르만도 리에스코 - 알렉스
- 에밀리오 리베라 - 에디